# Los Casimiros
Los Casimiros es una localidad y pedanía española perteneciente al municipio de Turón, en la provincia de Granada. Está situada en la parte suroriental de la comarca de la Alpujarra Granadina. Cerca de esta localidad se encuentran los núcleos de La Noria, Turón capital y Murtas. La pedanía está compuesta por los diseminados de La Amarguilla, El Almez, Los Almecillos, La Centena, La Cueva y El Peñoncillo.

## Historia
Los Casimiros nace junto a las minas que hay por todo el cerro del Calar, cerca de la rambla de Turón, en las que se extraía plomo y fluorita. Datan de la época fenicia. Tras la reconquista del Reino de Granada, las riquezas minerales de la comarca pasaron a ser regalías o propiedad de la Corona, la cual otorgaba su explotación como gracia a favoritos a los que pagaba así sus servicios. Con la expulsión de los moriscos, se abandonó, en gran medida, el aprovechamiento mineral en la Alpujarra Granadina, cuyas posibilidades se escapaban al conocimiento de la Administración Real. El control posterior por parte del Estado se reforzó cuando en 1646 se decide la creación de un estanco sobre el plomo. A partir de entonces, no sólo existeía la regalía sino que se prohibió la venta libre. La explotación del plomo en el siglo XIX y primeras décadas del XX se basaba en la apertura de uno o varios pozos verticales, que raramente superaban los 150 m de profundidad, desde cuya base salían pequeñas y sinuosas galerías. Estos pozos, tras alcanzar una capa de mineral y explotarla, eran sobreexcavados, en busca de otros niveles de galena.
Las minas se cerraron definitivamente en 1973.

## Demografía
Según el Instituto Nacional de Estadística de España, en el año 2024 Los Casimiros contaba con 15 habitantes censados, lo que representa el 7,04% de la población total del municipio.

### Evolución de la población
| Gráfica de evolución demográfica de Los Casimiros entre 2014 y 2024 |
|                                                                     |
| Datos según el nomenclátor publicado por el INE.                    |

## Comunicaciones
Algunas distancias entre Los Casimiros y otras ciudades:
| Ciudades | Distancia (km) |
| -------- | -------------- |
| Órgiva   | 52             |
| Almería  | 108            |
| Granada  | 112            |
| Jaén     | 203            |
| Murcia   | 326            |